# Prytanes formosus
Prytanes formosus är en insektsart som först beskrevs av William Lucas Distant 1882.  Prytanes formosus ingår i släktet Prytanes och familjen Rhyparochromidae. Inga underarter finns listade i Catalogue of Life.